# Torre de Juan Abad
Torre de Juan Abad es un municipio y localidad española de la provincia de Ciudad Real, en la comunidad autónoma de Castilla-La Mancha. Cuenta con una población de 944 habitantes (INE 2024).

## Historia

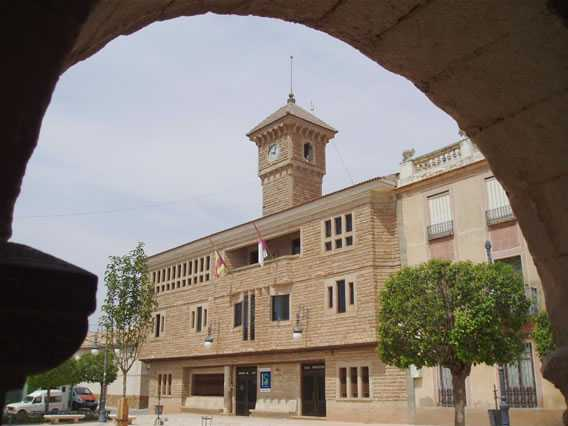
Casa consistorial

### Origen de Torre de Juan Abad
Las primeras referencias sobre la localidad se remontan a la Edad Media; época en la que el poblado estaba en manos de los musulmanes, hasta que fue tomado por la Orden de Santiago con la conquista en 1213 del Castillo de Eznavejor (narrada en Crónicas de Alfonso VIII de Castilla). Es a partir de esta época cuando el municipio comienza a mencionarse como Torre de Juan Abad, en referencia a un mítico caballero de la Orden de Santiago del que era propiedad una torre de las cercanías, Don Juan Abad.
Una de las fechas más importantes para la historia del municipio es el año 1273, cuando el rey Alfonso X el Sabio, celebrando cortes en Almagro, le concede privilegios y dictado de lealtad, con uso de armas, por su apoyo en la toma de Baeza. De igual forma y por su participación en la toma de Granada los Reyes Católicos le otorgan mercedes en 1496.
En la segunda mitad del XVI, la villa de Infantes asimila la Torre y es la madre de Quevedo quien paga de sus bienes la nueva independencia. A partir de este momento la vida del escritor queda maravillosamente entretejida con el devenir de la población.

### La presencia de Don Francisco de Quevedo
En esta villa histórica y literaria, el inmortal Francisco de Quevedo escribió muchas de sus obras, a la vez que recibía a los personajes más influyentes de la política y la sociedad de su tiempo, incluido el rey Felipe IV, y mantenía correspondencia con papas, reyes y personajes de la política y la cultura europea.
Entre 1610 y 1645, Quevedo vivió en esta villa durante más de siete años, siendo varias las razones que motivaron esta estancia. Dos veces le señalaron a Quevedo por cárcel La Torre de Juan Abad, con orden de “no salir de ella en sus pies ni en ajenos sin licencia”, pero si nos atenemos a sus palabras, aquellos forzados destierros fueron aprovechados por el escritor como unos agradables y provechosos retiros: “Los jueces me han condenado a destierro de la Corte; yo a ellos a permanencia en la Corte y en la cortedad”. “Puedo estar apartado, mas no ausente; y en soledad, no solo”.
En el año 1621 el Consejo Real reconoció a Francisco de Quevedo como “señor de la Villa de Torre de Juan Abad”. Quevedo también pasó varios periodos de retiro voluntario en La Torre, fueron largos meses de estudio y composición literaria. De esta actividad solitaria del poeta, surgen veintisiete obras, algunas de las más intensas del Siglo de Oro. Redacta tratados políticos como Política de Dios, morales como Virtud militante, una sátira extensa: La hora de todos, completa el número de sus Sueños con el de la Muerte y el Mundo por dentro, y escribe uno de sus mejores sonetos: Retirado en la paz de estos desiertos.

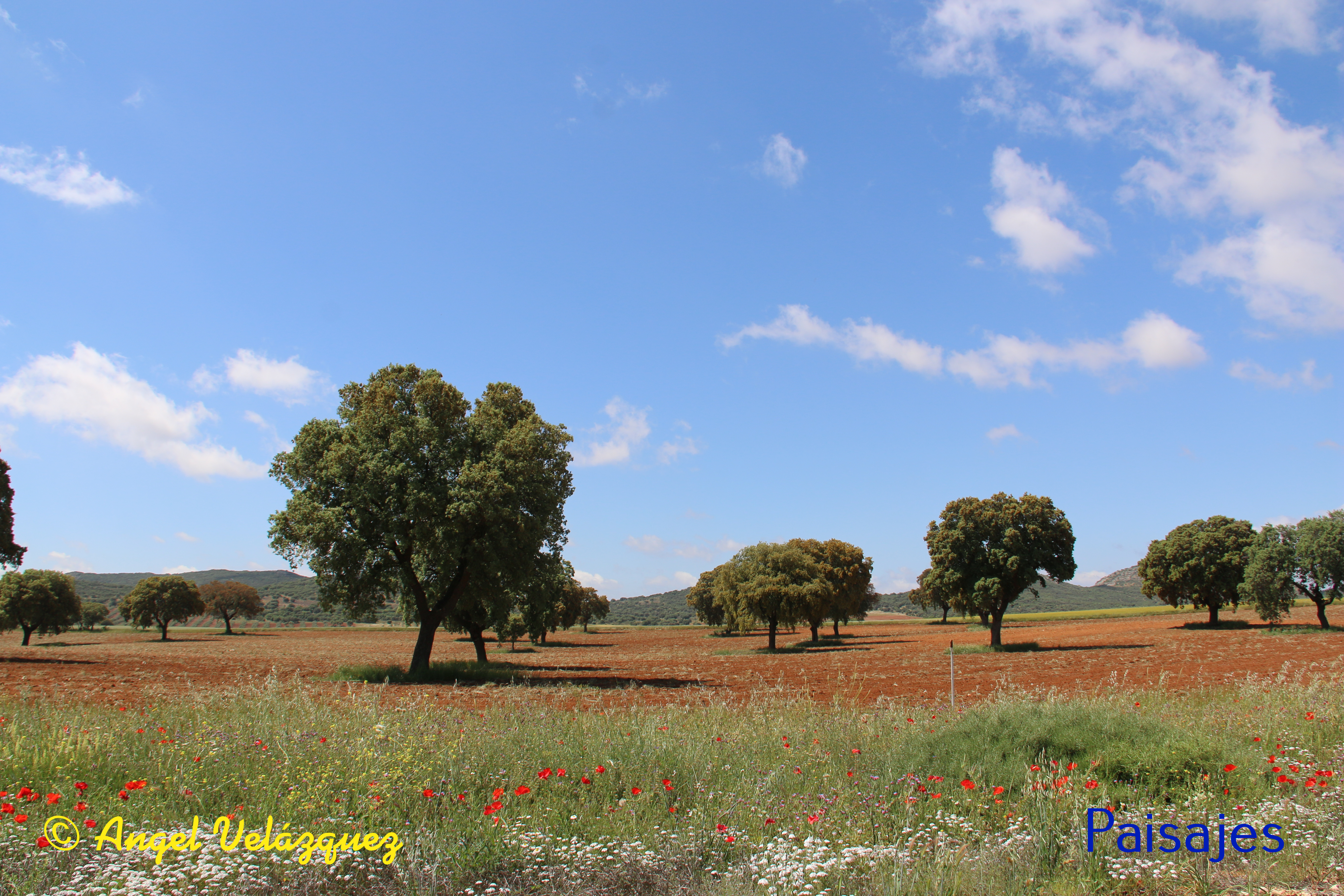

## Geografía
Torre de Juan Abad se encuentra en el suroeste de la provincia de Ciudad Real, limitando con las primeras estribaciones de Sierra Morena al sur. En su término se encuentra la mayor altura de la comarca, un cerro emblemático conocido como la sierra de Cabeza de Buey; de 1155 metros. También salpican el territorio unas pequeñas serrezuelas.
En parte de su término se encuentra el Embalse de La Cabezuela, un área interesante para la pesca o bien para pasar un día de campo, y Los Barranquillos, refugio de fauna.
Dos cuencas hidrográficas se alternan en el término; la cuenca del Guadiana, por su afluente el Jabalón, y en mayor proporción la cuenca del Guadalquivir, con numerosos arroyos que desembocan en su afluente, el Guadalén.

### Zonas protegidas
Dentro del término municipal de Torre de Juan Abad se encuentran las zonas protegidas del Campo de Montiel y de Sierra Morena.
Zona de Especial Conservación (ZEC) del Campo de Montiel: esta zona se caracteriza por su relieve llano o suavemente ondulado y por la alternancia entre los cultivos de secano (cebada, trigo, girasol) y las extensiones de erial, matorral bajo, pastos y pequeños bosques de encina y carrasca. Estas áreas son idóneas para las aves esteparias, presentando poblaciones importantes de avutarda (muy abundante en el término), de sisón, ganga, alondra de Dupont o alcaraván. Sin olvidar la presencia de aves como el aguilucho ceniciento, el aguilucho pálido y el águila imperial. La época de visita aconsejada es la primavera y el otoño.
Zona de Especial Protección para las Aves (ZEPA) de Sierra Morena: los hábitats característicos de esta zona son el Monte Mediterráneo Integrado por bosques, matorrales y dehesas de quercíneas, el Matorral de Mancha Mediterránea, Enebrales y Bosques de galería, además de los cortados rocosos y barrancos. Esta extensa área de monte mediterráneo, muy diverso, presencia ocasionalmente lince ibérico y nutria. También existen importantes poblaciones de aves forestales y rupícolas (águila imperial ibérica, águila real, águila perdicera, buitre negro, alimoche, águila calzada, cigüeña negra, entre otras). Además de presentar importantes refugios de quirópteros (murciélagos) rupícolas. La época aconsejada de visita es principalmente en primavera, aunque puede visitarse todo el año. 

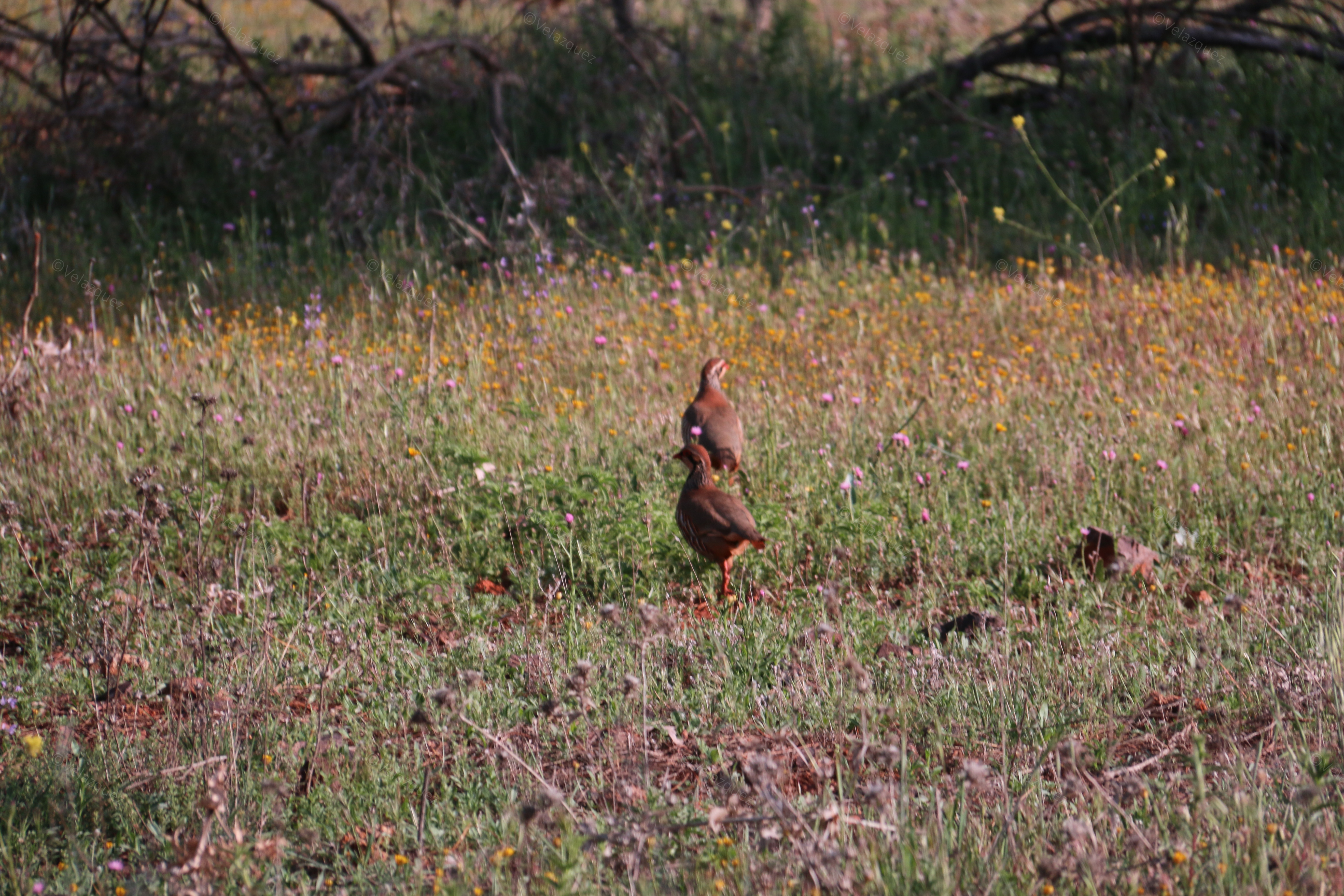
Pareja de perdices

### Fauna y Flora
La vegetación silvestre que se da con mayor abundancia en la jurisdicción de Torre de Juan Abad son las retamas, romeros, jaras, espliegos, tomillos y árboles tales como encinas, robles, maraña y algo de alcornoque en la parte de la sierra. En cuanto a la fauna, predominan las especies de caza tales como la perdiz roja, el conejo, la liebre, la paloma, el ciervo y el jabalí. Otras especies presentes en el término son: la avutarda, la codorniz, el zorro, el lirón careto, el águila imperial, búhos y gatos monteses; algunas de estas especies están en peligro de extinción sobre todo la avutarda y el águila imperial ibérica. De esta última especie surcan el cielo de nuestro término algunos ejemplares. 

### Senderismo

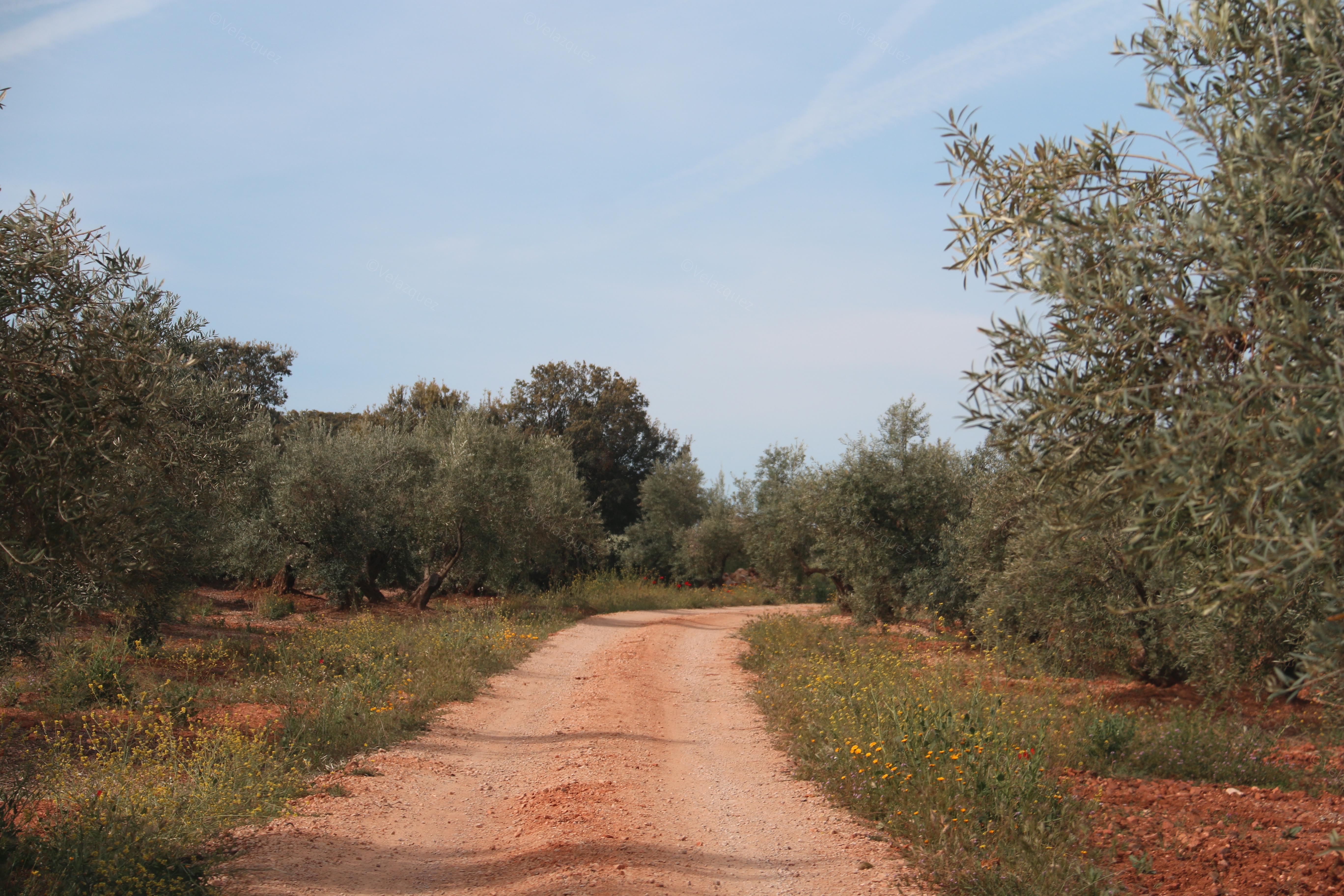
Senda entre Olivos

GR-164. Cañada Real Conquense o de los Serranos
Importante e histórica Cañada que recorre paisajes culturales de primera magnitud en la zona oriental de la provincia. Comienza en Socuéllamos y finaliza en Castellar de Santiago, aunque se puede hacer el recorrido a la inversa, recorriendo así varias zonas de La Mancha.
Rutas de Senderismo por los Campos de Quevedo
Ruta de los Templarios y Molinos del Agua (10 km): partiendo de la Iglesia Parroquial de Ntra. Sra. de los Olmos, nos dirigiremos por la calle Empedrá hacia la plaza Pública, donde nos encontraremos con la Casa de la Tercia (del siglo XV) donde se encuentra la Biblioteca municipal. Tomando la calle de Nuestra Señora de la Vega llegaremos a la Carretera de la Ermita, donde nos desviaremos por el camino de Torrenueva. Tras recorrer 3 kilómetros rodeados de cereal y olivares nos encontraremos con el Molino del Rondín y seguidamente con la Ermita de Nuestra Señora de la Vega. A continuación, bajando por la Vega de Santa María, a la altura de la Piedra Rodá tomaremos un camino a la derecha, que nos conducirá hacia el antiguo Molino de Frías. Continuando por el Camino de las Moreas, una vez alcanzada la carretera continuaremos siguiendo el curso del Arroyo de la Vega, con dirección al Torreón de la Higuera (construcción cristiana del siglo XIII), tras el torreón giraremos a la izquierda para encontrarnos con el Molino de los Álamos Blancos y siguiendo el camino, llegaremos de nuevo a Torre de Juan Abad.
Ruta por los Campos de Quevedo (16 km): partiendo de la Iglesia Parroquial de Ntra. Sra. de los Olmos, nos dirigiremos hacia el Colegio Público, donde giraremos a la derecha para encontrarnos con un antigua Fábrica de Aceites, donde tomaremos un tramo de la Ruta del Quijote que discurre por el Camino Viejo de Almedina (7 km). Esta ruta era utilizada por Don Francisco de Quevedo para visitar a su amigo Don Bartolomé Jiménez Patón (gran humanista, gramático y retórico) natural de Almedina, al igual que el pintor Fernando Yánez de Almedina (discípulo de Leonardo Da Vinci e introductor de la pintura renacentista en España). Sin desviarnos de esta ruta llegamos al Camino Real y tras 1 kilómetro de recorrido giraremos a la izquierda por el Camino de las Cabañas, tramo de 8 km que discurre por olivos centenarios y tierras de cereal donde se contemplan los tonos ocres y rojizos tan característicos del Campo de Montiel.

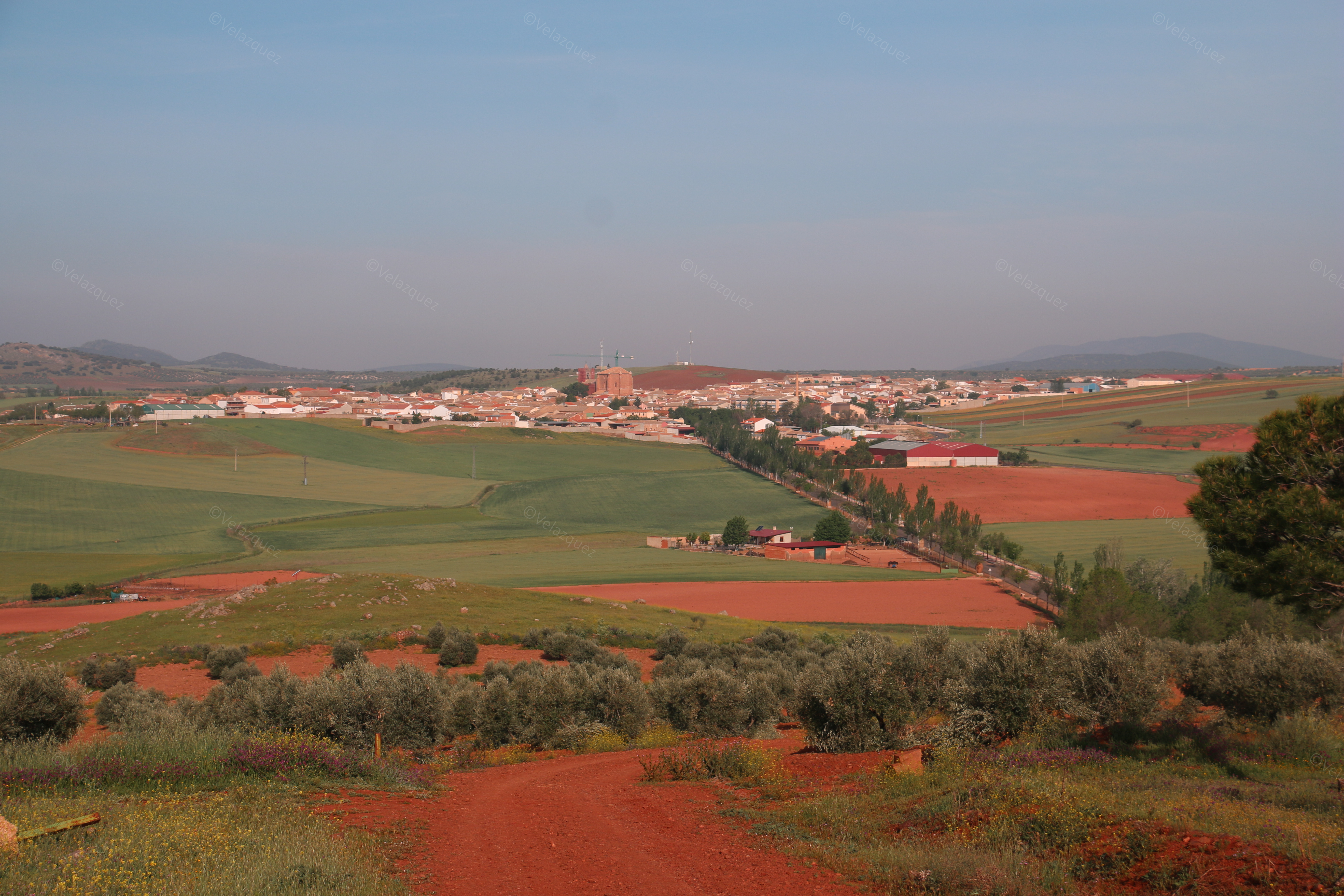
Vista desde la Dehesa

Ruta del Pilar y Dehesa Boyal (4 km): partiendo de la Iglesia Parroquial de Ntra. Sra. de los Olmos, nos dirigiremos hacia la carretera de Almedina, donde se encuentra el camino asfaltado del Pilar, por donde comienza la ruta. Al final del Paseo encontraremos el Parque del Pilar, donde se encuentra la Fuente del Pilar (de los lugares más antiguos del pueblo, pues ya se menciona en siglo XVI). Seguidamente ascenderemos una pequeña cuesta y llegaremos a la Dehesa del Boyal muy rica en caza menor (donde pueden contemplarse bandos de perdiz roja, siendo esta una de las mejores zonas del mundo para su avistamiento), y con un poco de suerte podremos llegar a contemplar el águila imperial ibérica (especie en peligro de extinción). Después de haber recorrido unos 2 km desde el parque del Pilar, tomaremos un camino a la derecha de 200 m para hacer el recorrido de vuelta. A pocos metros del Pilar existe un alto denominado El Castillejo, restos de una fortaleza o torre de vigilancia situada en tierras fronterizas donde se libraron batallas entre moros y cristianos.
Ruta hacia el Castillo de Montizón (7 km): saliendo por la Carretera hacia Castellar de Santiago, desviándonos por el primer camino a la izquierda, a un kilómetro aproximadamente se encuentra el tramo de la Ruta de Don Quijote que conecta Torre de Juan Abad con el Castillo de Montizón, fortaleza medieval bien conservada con fuertes y gruesas murallas, enclavada en un paraje natural muy interesante, junto al río Guadalén. Jorge Manrique, autor de las Coplas por la Muerte de su Padre, fue comendador y vivió varios años en este castillo; aunque es un edificio privado se pueden concertar visitas guiadas.

## Demografía
Torre de Juan Abad cuenta con una población de 944 habitantes (INE 2024).
| Gráfica de evolución demográfica de Torre de Juan Abad entre 1842 y 2021                                            |
| |
| Población de derecho según los censos de población del INE Población de hecho según los censos de población del INE |

## Administración y política

### Listado de alcaldes desde 1979
| Nombre                          | Lista     | Fecha de posesión     | Fecha de baja       |
| ------------------------------- | --------- | --------------------- | ------------------- |
| Vicente Cabezuelo Rivas         | UCD       | 19 de abril de 1979   | 23 de mayo de 1983  |
| Vicente Cabezuelo Rivas         | AP/PDP/UL | 23 de mayo de 1983    | 30 de junio de 1987 |
| Eusebio Guijarro González       | PSCM-PSOE | 30 de junio de 1987   | 15 de junio de 1991 |
| Eusebio Guijarro González       | PSCM-PSOE | 15 de junio de 1991   | 17 de junio de 1995 |
| Eusebio Guijarro González       | PSCM-PSOE | 17 de junio de 1995   | 3 de julio de 1999  |
| Eusebio Guijarro González       | PSCM-PSOE | 3 de julio de 1999    | 14 de junio de 2003 |
| Emilio Molina García            | PP-CLM    | 14 de junio de 2003   | 16 de junio de 2007 |
| Emilio Molina García            | PP-CLM    | 16 de junio de 2007   | 11 de junio de 2011 |
| José Luis Rivas Cabezuelo       | PSCM-PSOE | 11 de junio de 2011   | 13 de junio de 2015 |
| José Luis Rivas Cabezuelo       | PSCM-PSOE | 13 de junio de 2015   | 29 de enero de 2016 |
| María del Señor Fresneda Guerra | PSCM-PSOE | 13 de febrero de 2016 | 15 de junio de 2019 |
| María del Señor Fresneda Guerra | PSCM-PSOE | 15 de junio de 2019   | 17 de junio de 2023 |
| María del Señor Fresneda Guerra | PSCM-PSOE | 17 de junio de 2023   | –                   |

### Composición del ayuntamiento por legislatura
1979-1983
| Lista     | N.⁰ de concejales |
| --------- | ----------------- |
| UCD       | 8                 |
| PSCM-PSOE | 2                 |
| PCE       | 1                 |
| Total     | 11                |

1983-1987
| Lista     | N.⁰ de concejales |
| --------- | ----------------- |
| AP-PDP-UL | 7                 |
| PSCM-PSOE | 4                 |
| Total     | 11                |

1987-1991
| Lista     | N.⁰ de concejales |
| --------- | ----------------- |
| PSCM-PSOE | 6                 |
| AP        | 4                 |
| CDS       | 1                 |
| Total     | 11                |

1991-1995
| Lista     | N.⁰ de concejales |
| --------- | ----------------- |
| PSCM-PSOE | 5                 |
| PP-CLM    | 3                 |
| IU-CLM    | 1                 |
| Total     | 9                 |

1995-1999
| Lista     | N.⁰ de concejales |
| --------- | ----------------- |
| PSCM-PSOE | 5                 |
| PP-CLM    | 3                 |
| IU-CLM    | 1                 |
| Total     | 9                 |

1999-2003
| Lista     | N.⁰ de concejales |
| --------- | ----------------- |
| PSCM-PSOE | 5                 |
| PP-CLM    | 4                 |
| Total     | 9                 |

2003-2007
| Lista     | N.⁰ de concejales |
| --------- | ----------------- |
| PP-CLM    | 5                 |
| PSCM-PSOE | 4                 |
| Total     | 9                 |

2007-2011
| Lista     | N.⁰ de concejales |
| --------- | ----------------- |
| PP-CLM    | 5                 |
| PSCM-PSOE | 4                 |
| Total     | 9                 |

2011-2015
| Lista     | N.⁰ de concejales |
| --------- | ----------------- |
| PSCM-PSOE | 5                 |
| PP-CLM    | 4                 |
| Total     | 9                 |

2015-2019
| Lista      | N.⁰ de concejales |
| ---------- | ----------------- |
| PSCM-PSOE  | 5                 |
| PP-CLM     | 3                 |
| Ciudadanos | 1                 |
| Total      | 9                 |

2019-2023
| Lista      | N.⁰ de concejales |
| ---------- | ----------------- |
| PSCM-PSOE  | 6                 |
| Ciudadanos | 2                 |
| PP-CLM     | 1                 |
| Total      | 9                 |

2023-2027
| Lista     | N.⁰ de concejales |
| --------- | ----------------- |
| PSCM-PSOE | 7                 |
| PP-CLM    | 2                 |
| Total     | 9                 |

## Patrimonio

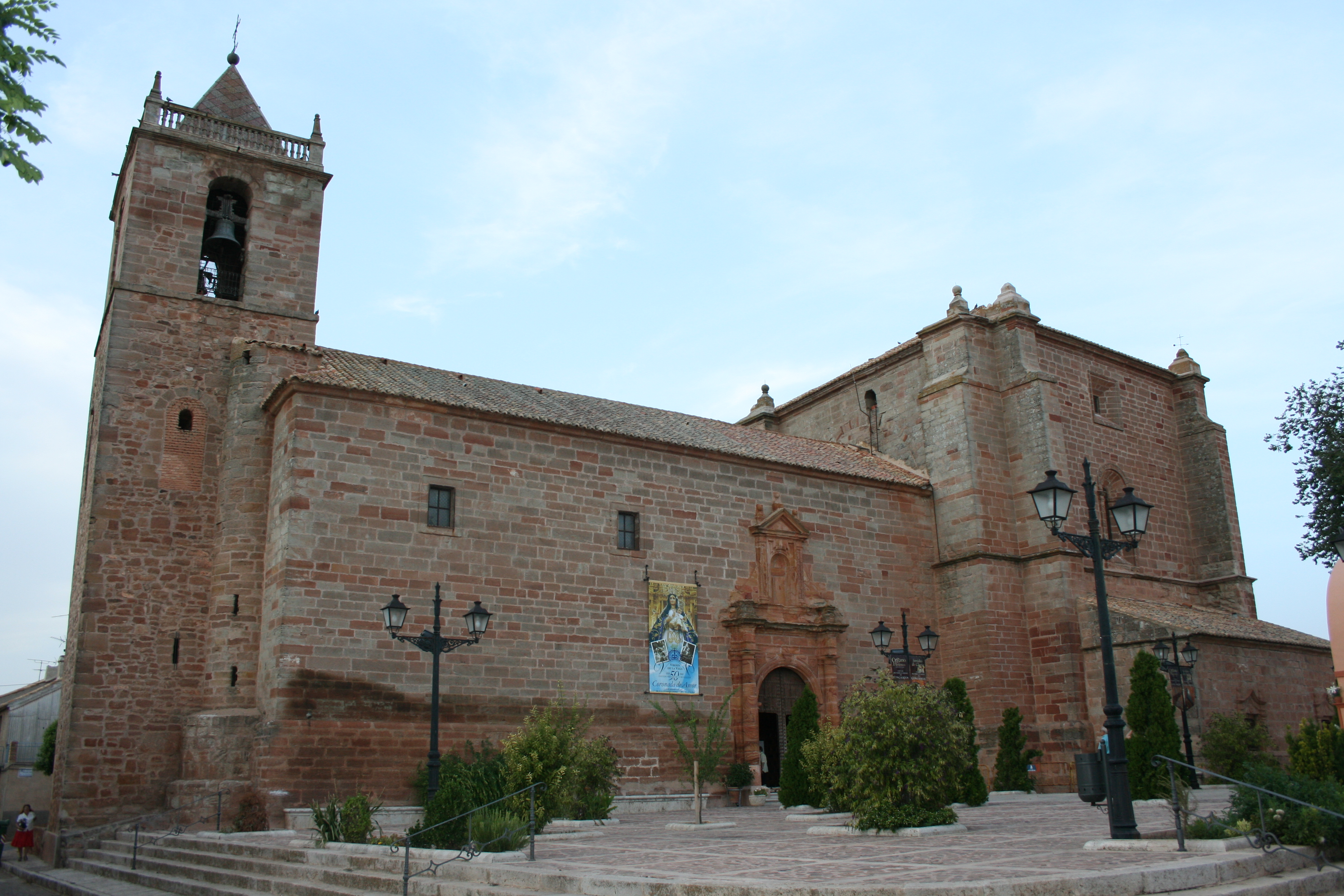
Iglesia Nuestra Señora de los Olmos

### Iglesia de Nuestra Señora de los Olmos
La iglesia y su Retablo Mayor son una de las joyas artísticas del Campo de Montiel.
En principio fue una pequeña capilla que ya existía en 1243, creada por la Orden de Santiago (se puede apreciar su impronta en la cruz-espada de los frontones del templo). La traza actual data del siglo XV, pero su mayor parte es de los siglos XVI y XVII, con predominio de estructuras renacentistas. En el exterior presenta dos pórticos de entrada. El principal, orientado al mediodía, es una portada renacentista de dos cuerpos. El material de sus columnas es de roca arenisca en jaspeado precioso que aparenta ser de mármol. La otra puerta más sobria, orientada al norte, posee un sencillo arco conopial. El interior, de una sola nave con crucero abovedado y planta de cruz latina de brazos cortos, es de gran valor artístico por sus retablos y órgano.
El retablo mayor de estilo manierista, en clara transición del Renacimiento hacia el Barroco, es una notable obra de arte, realizado en madera tallada y policromada. En su parte superior, a manera de sobrecubierta hay un bello y rico artesonado de madera tallada y decorada. La ejecución del mismo fue encargada en 1581 al escultor Francisco Cano. El retablo fue declarado Bien de Interés Cultural en enero de 2005 y a día de hoy es uno de los mejores conservados. Y tras finalizar las obras de restauración en 2022, podemos volver a contemplarlo con su máximo esplendor.
También existen un conjunto de retablos menores de origen neoclásicos, renacentistas y barrocos (de los pocos que se conservan en la provincia).
Como dato anecdótico, reseñar que el 16 de febrero de 1575, Santa Teresa de Jesús, en trayecto hacia Beas del Segura, recibió la Eucaristía en esta iglesia.

### Órgano Histórico Ibérico
El Órgano presente en la Iglesia de Ntra. Sra. de los Olmos fue construido por Gaspar de la Redonda en 1763. Esta joya musical conserva prácticamente la totalidad de sus piezas originales, como se ha comprobado en los protocolos notariales. Tras la restauración del órgano por parte del maestro organero Alan Faye en 2001, puede disfrutarse de cada uno de los sonidos de sus tubos y registros durante la liturgia o los conciertos realizados en la parroquia.
El Órgano también conserva en su interior retazos de la historia de la música, varios tubos de madera están forrados con partituras antiguas, tales como: páginas de la Facultad Orgánica (1626) y de Francisco Correa de Arauxo, y partituras para “bass viol inglesa” (siglo XVIII) únicas conocidas en España a día de hoy.
En los últimos años el órgano viene adquiriendo notoriedad y valoración en el mundo de la música, tanto es así, que se han llegado a realizar festivales internacionales con los mejores organistas del mundo y más de 15 grabaciones de grandes organistas europeos, de la talla de Francis Chapelet, Joris Verdin, Montserrat Torrente o Joan Paradell (organista del Vaticano).

### Ermita Templaria de la Virgen de la Vega

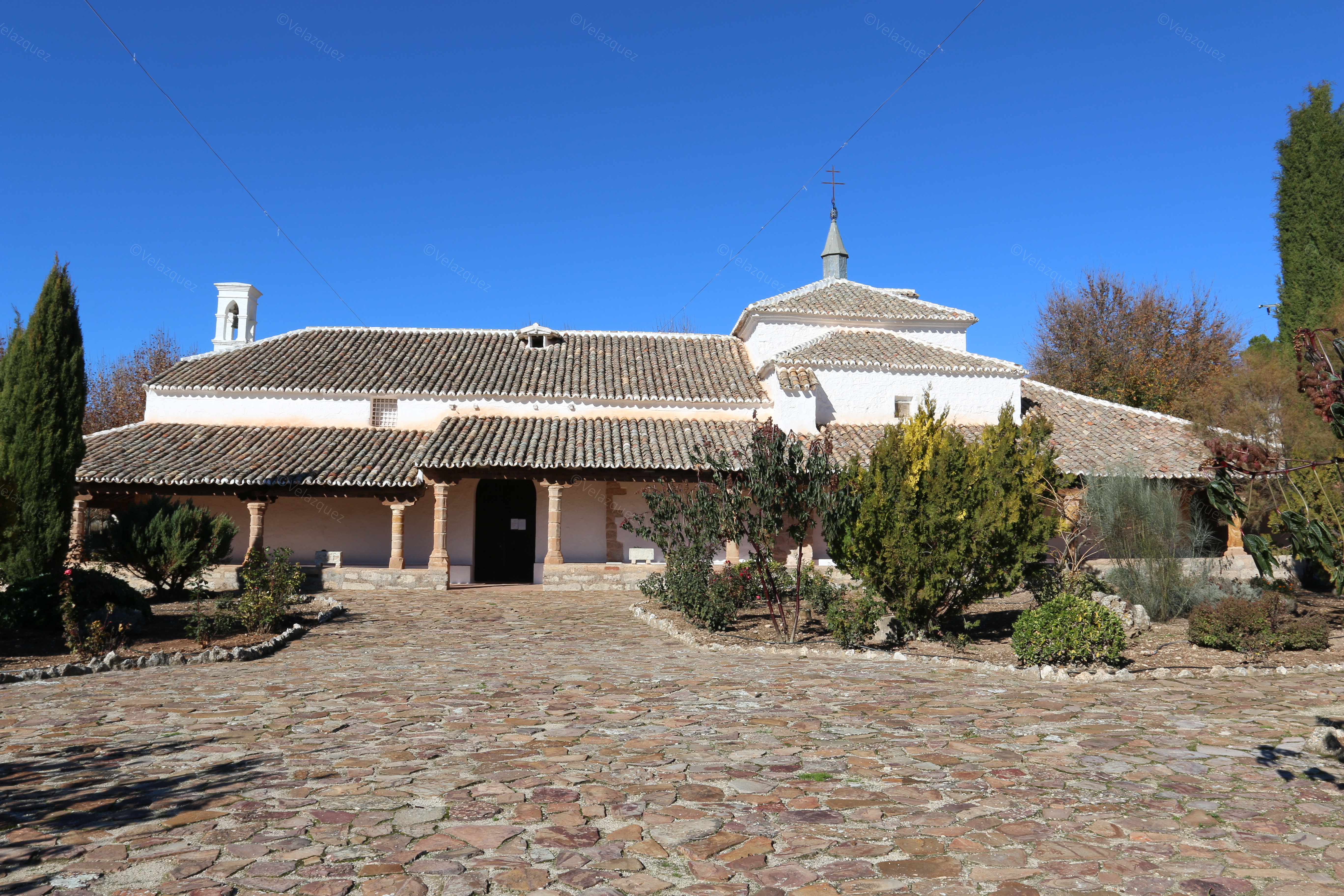
Ermita Templaria

Esta edificación de singular belleza se sitúa en el bonito paraje de la Vega, a cuatro kilómetros del municipio (se puede acceder a ella en coche y caminando). La Ermita fue edificada por la Orden del Temple y regentada como casa-convento y encomienda. Para los caballeros templarios la Ermita fue una combinación de centro religioso, agropecuario, de recaudación y reclutamiento. La disolución del Temple hizo que los templarios fueran desposeídos de todos sus bienes y propiedades, cuando estos no fueron pasto de las llamas, del saqueo y del pillaje. La disolución del Temple dio paso a las órdenes de Calatrava y de Santiago. Sobre la puerta principal de la ermita, figura en relieve la cruz-espada de Santiago, como cuño indiscutible de la presencia santiaguista. La Ermita debió sufrir la misma suerte que el resto de los bienes de la Orden, pues en el año 1310 se llevó a cabo el arranque de la cúpula y en el año 1478 se comenzaría su reconstrucción, como muestra la inscripción latina de su cúpula, “Por los Templarios construido. Ya la codicia lo destruyó en el año de 1310. Floreciendo la verdadera piedad, lo restauró, reconstruyó y acrecentó en el año de 1644″.
Lápida de la Ermita Ntr. Sra. de la Vega: esta lápida se compone de piedra de alabastro tallada con una escritura árabe antiquísima en forma de artesanía. Se desconoce su origen, pero existen varias hipótesis: se puede tratar de una “lauda romana” (existen restos arqueológicos de la época a lo largo del paraje de la Vega), podría proceder de algún asentamiento moro cercano (Almonecid). Debido a que la lápida no presenta restos de datos históricos, la escritura está muy desgastada, no se conoce con seguridad su origen, pero cabe la posibilidad de que su origen sea árabe, lo que indicaría que la actual Ermita se erigió sobre un enclave anterior.

### Casa Museo Quevedo
La casa que en su día fue de Don Francisco de Quevedo y Villegas es hoy un valioso centro cultural. Del caserón del siglo XVII se conservan aproximadamente cien metros cuadrados y el resto, se ha convertido en unas instalaciones modernas y funcionales. En la parte superior se encuentra el museo dedicado al escritor, donde se exhiben diferentes documentos, libros y objetos personales, como un tintero de cerámica y el sillón que utilizaba en esta casa, donde recibió a los personajes más influyentes de la política y la sociedad de la época. La planta baja alberga dos salas de arte dedicadas a exposiciones temporales de pintura, escultura y fotografía, y un gran patio utilizado para representaciones teatrales y musicales al aire libre. El patio conserva el pozo original.

### Yacimientos Arqueológicos
En esta tierra existen diversos parajes con indicios de población antigua. En las cercanías de la Cañada Sta. María y en la sierra de Cabeza del Buey, se encontró orfebrería ibérica de plata, de los primeros tiempos de la cultura romana, y la planta de una villa hispanorromana con columnas, losas, cerámica y sepulcros. Una vía romana cruzaba la zona oeste en dirección norte a sur, por los Hitos, Cabeza del Buey y Castellar para internarse en tierras jienenses.

### Otros enclaves importantes
En la plaza Pública se puede uno imaginar los paseos que daba Quevedo mientras creaba poemas y sátiras a sus contemporáneos. Allí está el Ayuntamiento y, en su torre, un reloj Canseco funcionando desde 1886; también se puede uno acercar a la Casa de la Tercia, es el edificio más representativo de este espacio, de piedra labrada con el escudo de los Reyes Católicos y un bello soportal con cinco arcos, apoyados sobre pilares. En la plaza del Parador, bello remanso de paz, junto a la estatua de Quevedo aún se conserva una imponente casa encalada de bella rejería; es el antiguo mesón-posada del Camino Real de los Carros de Madrid a Andalucía.

## Cultura

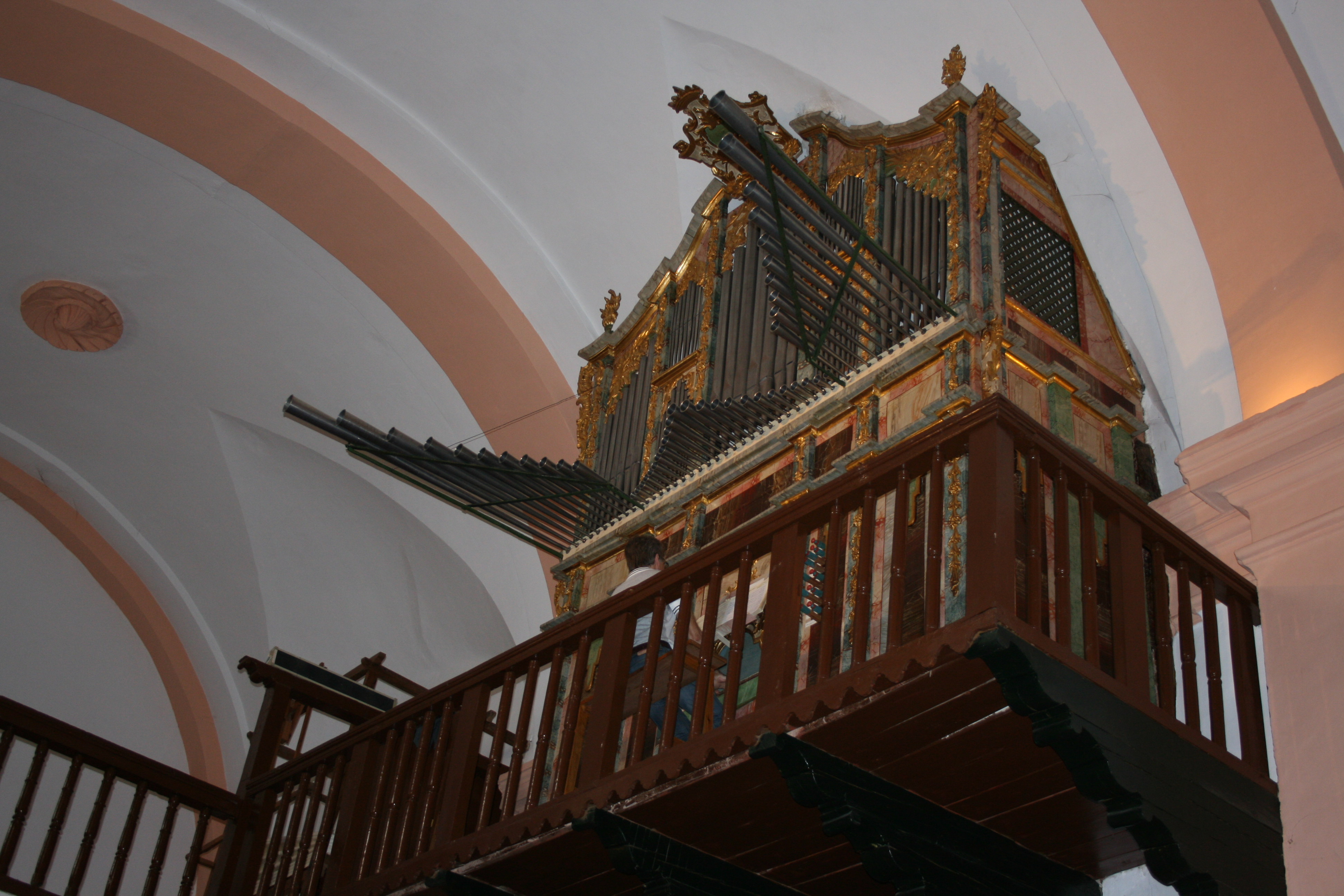
Órgano Histórico

### Ciclos Internacionales de Órgano Histórico
En el año 2001 se comenzó con esta iniciativa, dando lugar a que ciudades como Londres, Roma, París, Berlín; Sevilla, Madrid, Barcelona, Segovia, Burdeos, Amberes, Bruselas, Nueva York … y otros muchos lugares, compartan partituras e intérpretes con Torre de Juan Abad. El gran maestro de organistas y precursor del movimiento de restauración de los órganos ibéricos, miembro de la Royal Academy de París, Francis Chapelet visita varias veces al año este órgano.
La acreditada edición “Nuovi Fiori Musicali” publicada en Viena por la “European Cities of Historical Organs” ha colocado al Órgano Histórico de Torre de Juan Abad junto a los de Alkmar, Bruxelles, Freiberg, Lisboa, Toulouse, entre otros, situándolo así entre los órganos con mejor sonido de Europa.
La Iglesia de Nuestra Señora de los Olmos acoge los conciertos de órgano (acompañado de otros instrumentos o en solitario) desde el año 2001. 

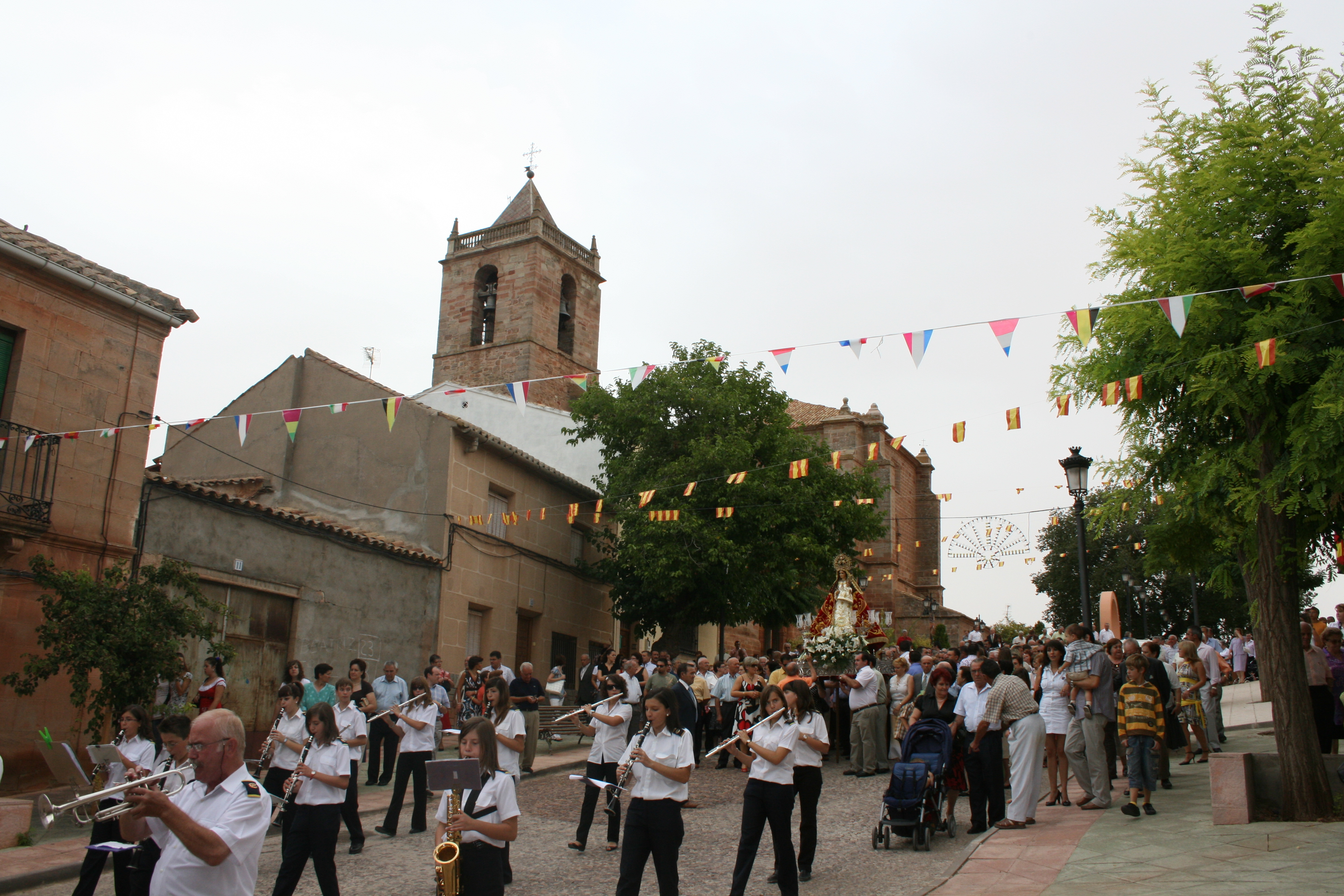
Procesión de la Virgen de la Vega

### Fiestas y Tradiciones
Torre de Juan Abad cuenta con fiestas tradicionales, sencillas y alegres, incluyendo romerías y días de campo. El año comienza con la festividad de San Antón, el 17 de enero, con una popular luminaria en la que se reúnen los vecinos para compartir una buena comida a la lumbre. Después se celebra San Marcos, el 25 de abril, con salida al campo a comer, ya sea a la ermita o a los muchos parajes campestres de los que está rodeado el pueblo.
La Semana Santa de Torre de Juan Abad es una bonita celebración que destaca por la procesión del Silencio y el Vía Crucis, así como por una solemne Hora Santa el Jueves Santo. Las procesiones se ven acompañadas por la banda de cornetas y tambores vestidos de legionarios romanos.
A principios de mayo se celebran Los Mayos, con canciones de la rondalla a las muchachas solteras, y San Isidro, que se celebra el día 15 con una populosa romería en la Ermita de Nuestra Señora de la Vega en la que se obsequia a los asistentes con rosquillos de sartén, juegos y concursos.

### Festival Poesía Visual
Este Festival surgió en una conversación en Düsseldorf entre Soo Jin Yim-Heil (coreógrafa y bailarina, coreana), Heinrich Heil (escritor y teórico del arte, alemán) y José María Guijarro escultor y filósofo (vecino de Torre de Juan Abad). Con la idea de celebrar en un pequeño pueblo, donde pasó gran parte de su vida el poeta barroco Francisco de Quevedo, unas jornadas dedicadas a la poesía visual, entendida no como poesía escrita para los ojos, sino como expresión poética más allá del texto leído y conectada con el resto de las disciplinas artísticas: danza, escultura, música, video…
La Casa Museo de Quevedo acoge este Festival todos los años el mes de octubre desde el año 2014.

### Mes cultural (verano)
Los últimos años durante los meses de verano, desde finales de julio hasta pasadas las fiestas patronales, en Torre de Juan Abad se llevan a cabo actividades culturales de todo tipo, tanto para adultos como para niños. Estas actividades van desde los juegos más tradicionales (como la “rana”) hasta campeonatos (de petanca y baloncesto), degustaciones de platos típicos, conciertos y exposiciones.

### Gastronomía
Estrella Michelin: el Hotel Restaurante Coto de Quevedo, que se encuentra a solo a 1 kilómetro del casco urbano de Torre de Juan Abad, cuenta con una Estrella Michelin 2022. El chef-propietario, José Antonio Medina, defiende una cocina tradicional actualizada de marcadas raíces manchegas, trabajando mucho el producto cinegético desde una perspectiva contemporánea que sorprende por sus incursiones en la culinaria francesa e internacional.
Quesos: dentro del término municipal se encuentran tres grandes queserías, Finca las Terceras, La Granja y El Jarón, que han llevado a cabo la elaboración del Queso Manchego con Denominación de Origen Protegida (DOP), nuestra gran tradición quesera, durante más de 100 años.
Aceite: la Torre de Juan Abad forma parte de la zona de producción del Aceite del Campo de Montiel con Denominación de Origen Protegida (DOP).
Vino: la Torre de Juan Abad siempre ha disfrutado de buen vino, desde los antiguos bodegueros hasta hoy en día, donde nuestros vinos se cotizan entre los mejores de la zona. Los dos grandes genios del Sigo de Oro español, Francisco de Quevedo y Miguel de Cervantes fueron dos catadores de lujo de nuestro vino. Nuestras viñas se encuentran incluidas dentro del mayor viñedo del mundo, que cuenta con dos denominaciones de origen muy importantes: DO Valdepeñas y DO La Mancha.